# 土庫村
土庫村（どんごそん、どんごむら）は奈良県北西部、北葛城郡に属していた村。現在の大和高田市北部。

## 歴史
- 1889年（明治22年）4月1日 - 町村制の施行により、土庫村、中井戸村が合併して葛下郡土庫村が発足。松塚村と町村組合を結成し、土庫・松塚組合村となる。
- 1897年（明治30年）4月1日 - 所属郡を北葛城郡に変更。
- 1927年（昭和2年）8月22日 - 松塚村とともに高田町へ編入。同日土庫村廃止。